# Borda de Bonet
La Borda de Bonet és una antiga borda del terme municipal de Sarroca de Bellera, del Pallars Jussà, dins de l'antic terme ribagorçà de Benés. Està situada al sud-est del poble de Benés, a la dreta del riu de Manyanet, gairebé a la mateixa llera del riu, davant, a ponent, del lloc on arriba des de llevant el barranc del Pago.